# 2 Brygada Celna
2 Brygada Celna – jednostka organizacyjna polskich formacji granicznych II Rzeczypospolitej.
W listopadzie 1921 Ministerstwo Spraw Wewnętrznych postanowiło powołać na terenach podległych województw wschodnich brygady celne. Dowództwo 2 Brygady Celnej rozmieszczono w Klecku. Na stanowisko dowódcy brygady powołano płk. Eugeniusza Pieczkowskiego.
W dniu 29 maja 1922 przeprowadzono reorganizację ochrony granicy wschodniej. Zadania Głównej Komendy Batalionów Celnych przejęło  Ministerstwo Spraw Wewnętrznych.

## Struktura organizacyjna
- dowództwo brygady[1]
- 4 batalion celny
- 5 batalion celny
- 9 batalion celny
- 15 batalion celny